# إيفو مولر
إيفو مولر (بالبرتغالية: Ivo Müller‏) هو ممثل برازيلي، ولد في 6 ديسمبر 1977 بفلوريانوبوليس في البرازيل.

## وصلات خارجية
- إيفو مولر على موقع IMDb (الإنجليزية)
- إيفو مولر على موقع أول موفي (الإنجليزية)
- إيفو مولر على موقع قاعدة بيانات الفيلم (الإنجليزية)
- إيفو مولر على موقع كينوبويسك (الروسية)